# Санный спорт на зимних Олимпийских играх 1976

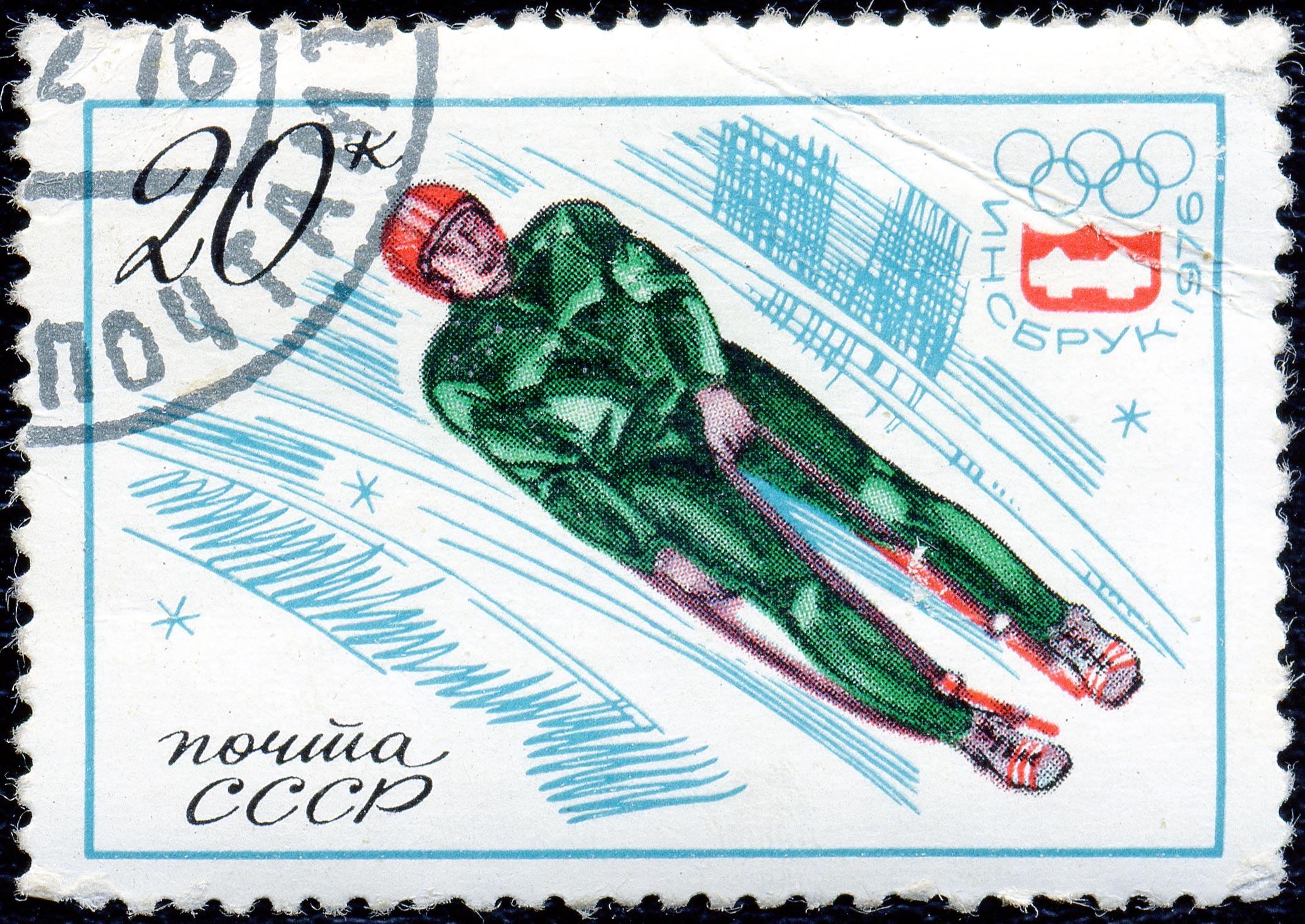
Почтовая марка СССР. 1976. XII Зимние Олимпийские игры. Санный спорт

Соревнования по санному спорту на зимних Олимпийских играх 1976 года прошли с 4 по 7 февраля на санно-бобслейной трассе в австрийской деревне Игльс недалеко от Инсбрука. Ранее здесь уже проходили Игры 1964 года, однако с тех пор трассу полностью перестроили, естественное ледовое покрытие заменили искусственно возведённым жёлобом. В состязаниях приняли участие 94 спортсмена из 16 стран, были разыграны три комплекта наград — на одноместных и двухместных санях среди мужчин и одноместных санях среди женщин.
Основное противостояние развернулось между немецкими командами, которые специально к этим стартам подготовили множество технических новшеств. Спортсмены Западной Германии, например, продемонстрировали новые шлемы с высокими показателями аэродинамичности, тогда как их главные конкуренты из Восточной Германии впервые задействовали принципиально новую систему управления санями, с которой пилот контролирует направление движения без помощи рулевых ремней, а исключительно за счёт работы ногами и туловищем. Команды задействовали так много инноваций, что Международной федерации санного спорта пришлось принять соответствующие меры — после каждого заезда сани проходили технический осмотр (проверялись четверо лидирующих и четверо случайных спортсменов).
В итоге все золотые медали забрали представители ГДР: в мужском одиночном разряде победу одержал восточногерманский саночник Детлеф Гюнтер, действующий чемпион Европы; в женском первенствовала бронзовая призёрша прошлых Игр, многократная чемпионка мира и Европы Маргит Шуман; в парном разряде верхнюю ступень пьедестала заняли титулованные Ханс Ринн и Норберт Хан. Вмешаться в немецкое противостояние удалось только австрийскому двухместному экипажу, занявшему третье место.

## Медали

### Общий зачёт
| Место | Страна  | Золото | Серебро | Бронза | Всего |
| ----- | ------- | ------ | ------- | ------ | ----- |
| 1     | ГДР     | 3      | 1       | 1      | 5     |
| 2     | ФРГ     | 0      | 2       | 1      | 3     |
| 3     | Австрия | 0      | 0       | 1      | 1     |
|       | Всего   | 3      | 3       | 3      | 9     |

### Медалисты
| Дисциплина         | Золото                        | Серебро                               | Бронза                                |
| ------------------ | ----------------------------- | ------------------------------------- | ------------------------------------- |
| Одиночки (мужчины) | Детлеф Гюнтер ГДР             | Йозеф Фендт ФРГ                       | Ханс Ринн ГДР                         |
| Одиночки (женщины) | Маргит Шуман ГДР              | Уте Рюрольд ГДР                       | Элизабет Демляйтнер ФРГ               |
| Двойки             | ГДР · Ханс Ринн · Норберт Хан | ФРГ · Ханс Бранднер · Бальтазар Шварм | Австрия · Рудольф Шмид · Франц Шахнер |